# Burgus Au-Hard

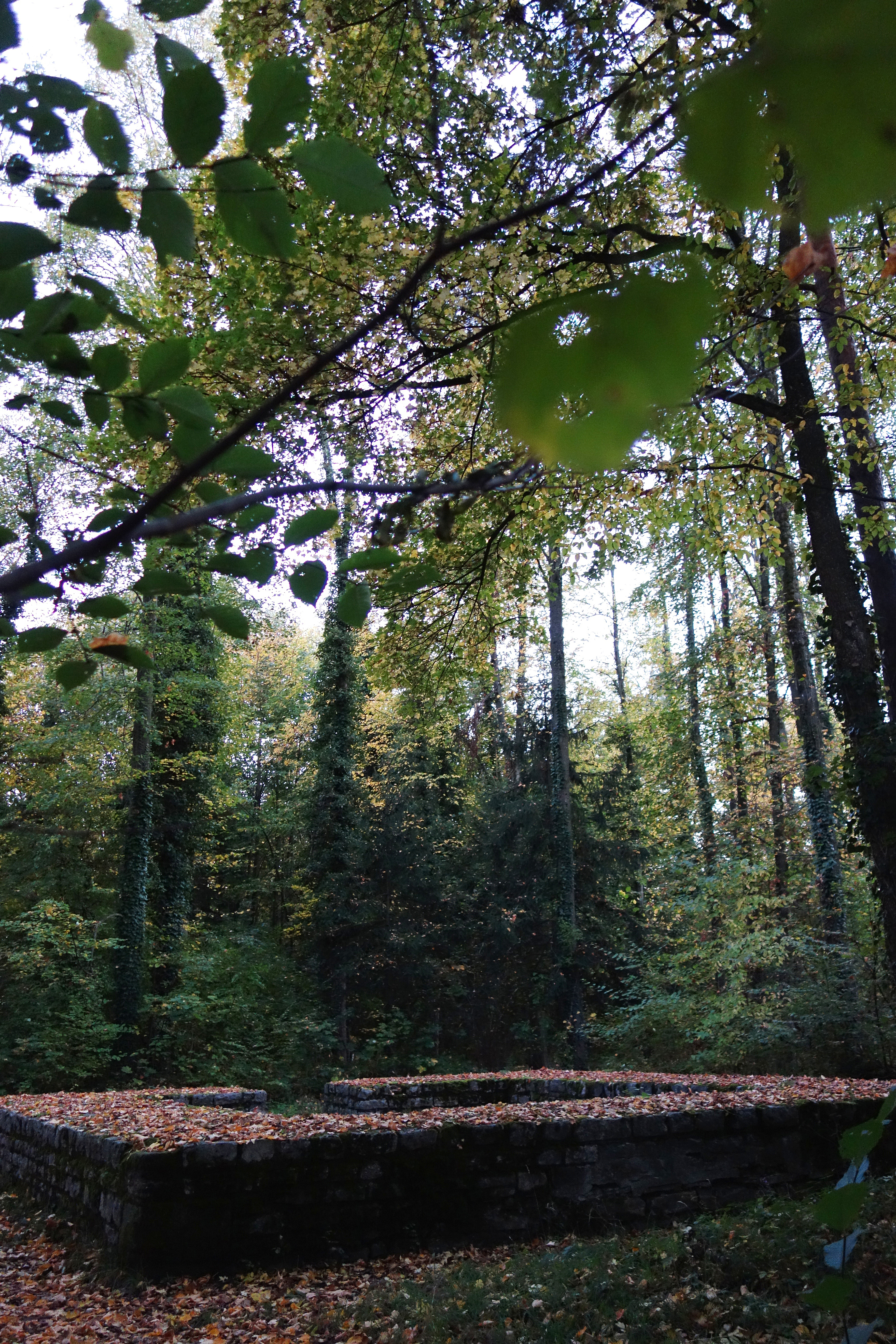
Die restaurierte Turmstelle im Hardwald bei Muttenz

Der römische Wachturm Burgus Au-Hard im Hardwald in Muttenz (deshalb auch Wachturm Muttenz genannt) ist heute noch mit seinem Grundriss in der Höhe von ca. 1,5 Meter erhalten.

## Lage
Er liegt im nördlichen Ausläufer des Hardwalds links (westlich) des Oberrheines zwei Kilometer nördlich von Muttenz. Die Ruine befindet sich ca. 250 m vom Rhein entfernt auf einer erhöhten Uferterrasse und ist am einfachsten zu erreichen, indem man beim Restaurant Waldhaus in Muttenz ca. 10 Minuten den ausgeschilderten Wanderweg rheinaufwärts geht.

## Forschung
Der Bau des Wachturms, erfolgte wahrscheinlich in den Jahren nach 370 n. Chr. Sein leicht rhombischer Grundriss und die Aussenabmessungen von 8,5 auf 8,6 Metern sind charakteristisch für die spätrömischen Grenzbefestigungen am Oberrhein.
Die Entdeckung der spätrömischen Anlage geht auf den Basler Juristen und Historiker Daniel Bruckner (1707–1781) zurück. Er hat „einen dieser Thürme entdeckt und mit obrigkeitlicher Erlaubnis von allem Schutt abraumen und inwendig bis auf den Boden ausgraben“ lassen, wie er in seinen „Merkwürdigkeiten der Landschaft Basel“ schreibt. Die im Laufe der Zeit wieder überdeckten Mauern des Wachturms wurden durch das Stadtforstamt Basel zwischen 1891 und 1921 erneut ausgegraben und untersucht. Der Wachturm wurde 1975 von der Kantonsarchäologie des Kantons Basel-Landschaft konserviert und der Öffentlichkeit zugänglich gemacht.
- Karte mit allen Koordinaten:
- OSM |
- WikiMap